# Prototype 2
Прототип 2 (стилизован као [ПРОТОТИП2]) је игра отворене светске акционе авантуре објављена 2012. године. Развијена је од стране Канадских студија Радикал Ентартмент и објављен од стране Активизиона, то је наставак Прототип-а за 2009. годину. Игра је најављена на Спајк ВГА наградама 2010. Верзије за PlayStation 4 и Xbox објављене су 14. јула 2015. године поред прве игре као Прототип Биохазард Бундле. Одвојене верзије игре постале су доступне у августу 2015.
Игра има новог протагонисту, Џејмса Хилера, док иде у потрагу за уништењем Блеклајт вируса. Прича је о освети, јер Хилер жели убити Алека Мерцера, протагонисту у оригиналном Прототип-у, након што је његова породица убијена у избијању Блеклајт вируса. Иако је игра била врхунски продавана у одређеном временском периоду, њена продаја би на крају резултирала смањењем капацитета његовог девелопера.